# Gooba
«Gooba» (стилизовано под маюскул) — песня американского рэпера 6ix9ine, выпущенная 8 мая 2020 года в качестве первого сингла после его освобождения из тюрьмы 2 апреля 2020 года. Это ведущий сингл к его второму студийному альбому TattleTales, который будет выпущен 4 сентября 2020 года. Песня и музыкальное видео были записаны под домашним арестом, на который 6ix9ine был помещён в связи с делом Nine Trey Gangsters, который он упоминает в песне. Он также нацеливается на своих недоброжелателей.

## Предыстория
18 ноября 2018 года Эрнандес был арестован по обвинению в рэкете, хранении оружия и наркотиков. После признания вины по девяти обвинениям, таким как вооружённое ограбление и сговор с целью убийства, он был приговорён к 2 годам тюремного заключения в декабре 2019 года. Однако он был переведён на домашний арест в апреле 2020 года из-за пандемии COVID-19. 7 мая 2020 года он объявил, что отпразднует свой 24-й день рождения, выпустив новый сингл.

### Продвижение
Песня была раскручена с помощью большого рекламного щита на Таймс-сквер, который гласил: «Король вернулся». 6ix9ine также провёл прямую трансляцию в Instagram в день выхода песни, на которой находилось одновременно 2 миллиона человек.

## Музыка и текст
«Gooba» состоит из упрощённого трэп-бита с фирменной «агрессивной» подачей 6ix9ine. Как отмечает Rap-Up, 6ix9ine «обрушивает свой гнев на ненавистников и преследователей». Он также упоминает в песне свою дачу показаний против Nine Trey Gangsters в обмен на смягчение приговора: «Расскажи мне, как я настучал, пришёл домой с большой сумкой». Брендан Клинкенберг из Rolling Stone назвал песню предназначенной для провокации.

## Отзывы
Шон Сетаро из Complex дал песне отрицательный отзыв, а также критиковал 6ix9ine, подход рэпера к его возвращению, утверждая, что он «не тот раскаявшийся, тихий молодой человек, которого мы видели в зале суда». Сетаро далее заметил: «вместо этого мы увидели 24-летнего мужчину, одержимого деньгами, популярностью, ненавистниками и получением компенсации. 6ix9ine сразу же вернулся в свою любимую роль: выскочка, который не соответствует уличным кодексам, и всё равно выигрывает». Он раскритиковал 6ix9ine за отсутствие извинений перед теми, кого он обидел, сказав, что он «только перечисляет […] обиды, причинённые ему, и почему эти обиды делают его непорочным».

## Споры о позиции в чартеBillboardHot 100
После дебюта «Gooba» под номером 3 в Billboard Hot 100, 6ix9ine загрузил видео, в котором обвинял Billboard в фальсификации результатов чарта. Он заявил: «Я хочу, чтобы мир знал, что Billboard — это ложь», добавив при этом: «вы можете купить № 1 в Billboard». Он также продолжал обвинять менеджеров Арианы Гранде и Джастина Бибера в покупке прослушиваний и загрузок для их песни «Stuck with U», которая дебютировала под номером 1, опередив «Gooba».

## Музыкальное видео
Музыкальное видео было выпущено вместе с официальным синглом 8 мая 2020 года и снято в апреле 2020 года. Эрнандес ранее просил у судьи разрешения снимать видео на своём заднем дворе во время домашнего заключения. После релиза музыкальное видео собрало более 41 миллиона просмотров за первые 24 часа, побив рекорд среди хип-хоп-песен на YouTube, ранее принадлежащий Эминему с песней «Killshot». 31 мая 2020 года музыкальное видео было временно удалено с YouTube из-за жалобы на нарушение авторского права кенийского продюсера Magix Enga; он утверждал, что в «Gooba» использовался семпл одной из его песен без разрешения.

### Предыстория и концепция
Видео было снято и срежиссировано самим 6ix9ine во время домашнего ареста 6ix9ine, на который он был переведён из тюрьмы 2 апреля 2020 года. Оно было снято режиссером CanonF8, David Wept и самим 6ix9ine и снималось менее чем за две недели до его выхода, причём по распоряжению суда рэперу разрешалось снимать только два часа в неделю.
В одной из сцен видео 6ix9ine превращается в анимированную крысу (отсылка на то, что он сдал своих бывших членов банды). Охранники рэпера также присутствуют в видео.

## Творческая группа
Под данным Tidal, BMI и YouTube.
- 6ix9ine — вокал, автор песни
- Джани Кларк — аранжировка, автор песни, продюсер
- Харальд Соребо — аранжировка, автор песни, продюсер
- Wizard Lee — сведение, мастеринг
- Алекс Солис — арт-директор, дизайнер

## Чарты
| Чарт (2020)                           | Высшая позиция |
| ------------------------------------- | -------------- |
| Аргентина (Argentina Hot 100)         | 72             |
| Австралия (ARIA)                      | 14             |
| Австрия (Ö3 Austria Top 40)           | 3              |
| Бельгия/Фландрия (Ultratop 50)        | 39             |
| Бельгия/Валлония (Ultratop 50)        | 39             |
| Канада (Billboard Canadian Hot 100)   | 2              |
| Чехия (Singles Digitál Top 100)       | 1              |
| Дания (Tracklisten)                   | 9              |
| Финляндия (Suomen virallinen lista)   | 1              |
| Франция (SNEP)                        | 7              |
| Греция (IFPI)                         | 1              |
| Венгрия (Single Top 40)               | 1              |
| Венгрия (Stream Top 40)               | 1              |
| Ирландия (IRMA)                       | 4              |
| Италия (FIMI)                         | 9              |
| Литва (AGATA)                         | 7              |
| Нидерланды (Single Top 100)           | 13             |
| Новая Зеландия (Recorded Music NZ)    | 14             |
| Норвегия (VG-lista)                   | 5              |
| Словакия (Singles Digitál Top 100)    | 3              |
| Испания (PROMUSICAE)                  | 76             |
| Швеция (Sverigetopplistan)            | 5              |
| Швейцария (Schweizer Hitparade)       | 2              |
| Великобритания (OCC UK Singles)       | 6              |
| США (Billboard Hot 100)               | 3              |
| США (Billboard Hot R&B/Hip-Hop Songs) | 2              |
| США Rolling Stone Top 100             | 2              |

## Сертификации
| Регион                                                                      | Сертификация | Продажи   |
| --------------------------------------------------------------------------- | ------------ | --------- |
| Италия (FIMI)                                                               | Золотой      | 35 000    |
| Великобритания (BPI)                                                        | Серебряный   | 200 000   |
| США (RIAA)                                                                  | Платиновый   | 1 000 000 |
| Данные о продажах + прослушиваниях приведены только на основе сертификации. |              |           |